# 鈴鹿千春
鈴鹿千春（日语：鈴鹿 千春，1958年8月15日—），日本女性配音員。出身於京都府京都市北區。現為自由身，以前經歷賢Production。

## 演出
粗體字表示主要角色。

### 電視動畫
1990年
- 人小鬼大特別篇 秋日滿滿!!（主婦）

1991年
- 人小鬼大特別篇 夢滿滿!!（弘子的母親）

1993年
- 人小鬼大（守 等）
- 幽☆遊☆白書（瑠架）
- 麵包超人（櫻餅姐姐〈初代〉）

1994年
- 卡拉OK戰士麥克次郎（日语：カラオケ戦士マイク次郎）（1994年－1995年，鈴木次郎的母親、紮馬斯老師）
- 魔天戰神（扒手）

1995年
- 愛天使傳說（花咲櫻）
- 伊沙米大冒險（女犯人）

1996年
- 灰姑娘物語（法蘭索娃絲）
- 美少女戰士Sailor Stars（烏丸茜／水手鉛烏鴉）

1997年
- 妖精狩獵者II（布魯諾）
- 名偵探柯南（1997年－2001年，鈴木園子的姊姊〈鈴木綾子／第2代〉、安藤禮子）

1998年
- 星際牛仔（曼莉）
- 女惡魔人（小倉基子）
- 神奇寶貝（拉普拉斯）

1999年
- 週刊故事樂園（日语：週刊ストーリーランド）「被困住的三人」（セラピスト）
- 神風怪盜貞德（由里香）
- 星界的紋章（賈芮特·瑪嘉莉）
- 地球防衛企業（神村惠[1]、記者）

2000年
- 傀儡師左近（結城麻里）
- 星界的戰旗（2000年－2001年，賈芮許[2]）2系列

2001年
- 週刊故事樂園「電線杆命名作戰」（女性廣播）
- 地球少女Arjuna（有吉樹奈的母親〈有吉順子〉）

2002年
- 青出於藍（花菱薰／本條薰的母親〈本條久美〉）

2003年
- 宇宙學園（風祭納塔莎）

2004年
- 怪傑佐羅利（王妃）

2005年
- IGPX（美咲）
- 天國之吻（山本大助〈伊莎貝拉〉）

2006年
- 怪傑佐羅利 (第2期)（王妃）

2007年
- 爆丸（神威鳳凰）

2010年
- 爆丸2 大爆破（神威鳳凰）

### 電影動畫
2001年
- 劇場版 吸血鬼獵人D（婦人[3]）

2007年
- 劇場版 神奇寶貝：決戰時空之塔 帝牙盧卡VS帕路奇犽VS達克萊伊（艾莉西亞）

### OVA
1989年
- 堕靡泥之星（日语：堕靡泥の星）
- 超人洛克 ～網站鏡像～（日语：超人ロック）（克朗德）

1991年
- 迷走王BORDER 社會賦歸篇（日语：迷走王 ボーダー）（直美）

1992年
- 源氏 第一部（日语：源氏 (漫画)）（支配人）

1993年
- 難波金融傳 南街帝王（日语：難波金融伝・ミナミの帝王）

1994年
- 鬼切丸（日语：鬼切丸）（良子）

1995年
- Lesson XX（日语：Lesson XX）（春奈）

1996年
- 愛天使傳說DX（日语：ウェディングピーチDX）（花櫻）

### 遊戲
1992年
- 山村美紗懸疑 金盞花京繪皿殺人事件

1997年
- 月光症候群（日语：ムーンライトシンドローム）（華山響子）

1998年
- 少女之夢2（日语：ヒロイン・ドリーム）（拳城龍子）

1999年
2003年
- 星海遊俠 Till the End of Time（日语：スターオーシャン Till the End of Time）（布萊爾·蘭德貝爾特、海心27世）

2004年
- 宇宙學園（風祭娜塔莎）
- 星海遊俠 Till the End of Time 導演剪輯版（布萊爾·蘭德貝爾特、海心27世）

2006年
- 山佐Digi World SP 燃燒吧！功夫淑女（日语：燃えよ!功夫淑女）（李春梅）

### 廣播劇CD
- 廣播劇 星界的戰旗（賈芮特·瑪嘉莉）

### 外語配音

#### 電影
- 無底洞（琳賽·布里格曼〈瑪麗·伊莉莎白·馬斯特蘭托尼奧（英语：Mary Elizabeth Mastrantonio）〉）※富士電視台版。
- 巨型慕沙卡的攻擊（英语：The Attack of the Giant Moussaka）（伊維·貝依〈泰米絲·芭查卡〉）
- 歡喜冤家（英语：Author! Author! (film)）
- 浴火赤子情（英语：Backdraft (film)）（珍妮弗·維特庫斯〈珍妮佛·傑森·李〉）※富士電視台版。
- 絕地戰警
- 第六感追緝令（羅克珊·“羅克西”·哈代〈萊拉妮·莎莉（英语：Leilani Sarelle）〉）※富士電視台版。
- 鬼使神差（瑪麗莎·埃斯特瓦爾〈伊莉莎白·潘娜（英语：Elizabeth Peña）〉）※富士電視台版[注 1]。
- 終極保鑣（少女）※富士電視台版。
- 新天堂樂園（年輕時的艾蓮娜·門多拉〈阿涅塞·納諾（英语：Agnese Nano）〉）※富士電視台[注 2]、完全正統DVD&BD版。
- 雞尾酒（英语：Cocktail (1988 film)）（科拉爾〈吉娜·葛森（英语：Gina Gershon）〉）※富士電視台版。
- 驚爆紅色十月（巴蘭）※富士電視台版。
- 鱷魚先生（英语：Crocodile Dundee） ※富士電視台版。
- 割喉島 ※富士電視台版。
- 天雷地火 ※朝日電視台版。
- 死亡漩渦（英语：D.O.A. (1988 film)） ※VHS版。
- 終極警探（蓋爾·沃倫斯〈瑪莉·艾倫·崔娜（英语：Mary Ellen Trainor）〉、空服人員）※富士電視台版[注 3]。
- 滑頭紳士闖通關（英语：The Distinguished Gentleman）（西莉亞·柯比〈維多莉亞·洛威爾（英语：Victoria Rowell）〉）※VHS、DVD版。
- 阿呆與阿瓜（瑪麗·史旺森〈蘿倫·荷莉〉）
- 潛行者之眼（英语：Eye of the Stalker）（伊麗莎白·“麗茲”·諾爾頓〈露辛達·珍妮（英语：Lucinda Jenney）〉）
- 黑色豪門企業（艾碧葛·“艾比”·麥克迪爾〈珍妮·翠柏虹（英语：Jeanne Tripplehorn）〉）※富士電視台版。
- 闖入者出擊（卡莉·特洛伊〈羅珊娜·艾奎特〉）※富士電視台版。
- 魔鬼剋星2（檢察官〈珍妮特·瑪戈林（英语：Janet Margolin）〉、伊根·史賓格勒的助理）※富士電視台版[注 3]。
- 教父3（瑪莉·柯里昂（英语：Mary Corleone）〈蘇菲亞·柯波拉〉）※富士電視台版。
- 龍騰四海（蚊子〈李麗珍〉）
- 魔蠍女殺手（日语：地獄の女囚コマンド）（安娜〈蜜雪兒·莫菲特〉）
- 小鬼當家（女性工作人員）※影碟版、（布魯克·麥卡利斯特〈安娜·斯洛特基（英语：Anna Slotky）〉、電影《34街的奇蹟》的女演員〈瑪琳·奧哈拉〉）※富士電視台版[注 4]。
- 小鬼當家2（錄影帶出現的女性）※富士電視台版。
- 愛在紐約（英语：It Could Happen to You (film)）
- 詹姆士·龐德：明日帝國（英加·伯格斯特倫〈塞西莉亞·湯姆森（英语：Cecilie Thomsen）〉、公關人員）※富士電視台版。
- 特警判官（賀西判官（英语：Judge Hershey）〈黛安·蓮恩〉）※富士電視台版。
- 鐵面特警隊（凱倫〈辛巴·史密斯〉）※富士電視台版[注 5]。
- 寧基南卡（英语：Memoirs of an Invisible Man (film)） ※影碟版。
- 核子彈頭（英语：Night Watch (1995 film)） ※富士電視台版。
- 炸彈追殺令（英语：No Contest (film)） ※東京電視台版。
- 三不管地帶（英语：No Man's Land (1987 film)） ※朝日電視台版。
- 血的遊戲（英语：No Retreat, No Surrender） ※日本電視台版。
- 剌殺總書記（英语：The Package (1989 film)）（沃爾特·亨克的妻子〈凱瑟琳·林奇（英语：Katherine Lynch）〉）
- 女魔終结者（日语：殺人サイボーグ リタリエーター）（莎朗·馬修斯〈路易絲·凱瑞·克拉克（英语：Louise Caire Clark）〉）※富士電視台版。
- 摩天威龍
- 魔鬼殺陣（護理人員）※朝日電視台版。
- 威龍殺陣（英语：Road House (1989 film)）（伊麗莎白·“醫生”·克萊〈凱莉·林奇（英语：Kelly Lynch）〉）※東京電視台版。
- 俠盜王子羅賓漢（瑪麗安·杜布瓦〈瑪麗·伊莉莎白·馬斯特蘭托尼奧〉）※富士電視台版。
- 機器戰警2（英语：RoboCop 2）（安吉〈蓋倫·葛吉（英语：Galyn Görg）〉）※Culture Convenience發行DVD版（現已廢盤）。
- 火箭手
- 羅馬假期（安妮公主〈奧黛麗·赫本〉）※富士電視台1994年播出版。
- 桃色殺機（英语：Separate Lives (1995 film)）（達琳〈傑基·德巴廷〉、海蒂·波特〈麗莎·范德普（英语：Lisa Vanderpump）〉）
- 西藏七年（英格麗德·哈勒〈英格鮑嘉・戴奈奈（英语：Ingeborga Dapkūnaitė）〉）※富士電視台版。
- 西雅圖夜未眠（梅姬·鮑德溫〈凱莉·洛維（英语：Carey Lowell）〉）※富士電視台版。
- 驚逢敵手（英语：Steal Big Steal Little）（艾莉絲〈娜塔莉雅·諾古利奇（英语：Natalija Nogulich）〉）
- 魔鬼終結者2：審判日（特麗莎·戴森〈S·艾帕莎·梅克森（英语：S. Epatha Merkerson）〉）※富士電視台版[注 6]。
- 迷幻列車
- 成雙不成對（英语：Two Much）（莉茲·克爾納〈戴露·漢娜〉）
- 殺無赦 ※朝日電視台版。
- 玫瑰戰爭（英语：The War of the Roses (film)）（卡洛琳·羅斯〈希瑟·費菲爾德〉）※富士電視台版。
- 電子情書（克里斯蒂娜·普魯茨克〈希瑟·伯恩斯（英语：Heather Burns）〉）※富士電視台版。

#### 電視影集
- 閃電俠 (1990年電視影集)（佩栢〈波瑞·麗芙（英语：Perrey Reeves）〉）※日本電視台版。
- 紐約重案組（英语：NYPD Blue）（阿德里安·雷斯尼亞克刑警）
- 銀河飛龍（卡門〈蘇珊·迪奧〉）
- 兩小無猜（艾達·菲佛）
- X檔案（第4季：米絲提·永田 & 伊內斯護理師、第5季：塔拉·斯卡利）※影碟版。

#### 動畫
- 動物遠征隊（英语：The Animals of Farthing Wood (TV series)）（母狐狸、淑女）
- 頑皮豹（賽里亞、母親）

## 腳註

## 外部連結
- （日語）－WEB THE TELEVISION（日语：ザテレビジョン）
- 鈴鹿千春 （页面存档备份，存于） （日語）－allcinema（日语：allcinema）